# 邹其国
邹其国（1964年9月—），男，黎族，海南昌江人，中华人民共和国政治人物。曾任海南省民族宗教事务委员会党组书记、主任。第十四届全国政协委员。